# ミハイル・アレクセーエフ

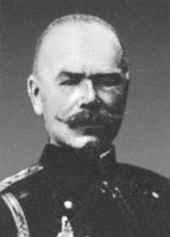
ミハイル・アレクセーエフ

ミハイル・ヴァシーリエヴィチ・アレクセーエフ（ロシア語:Михаи́л Васи́льевич Алексе́ев、1857年11月3日 - 1918年7月25日）は、ロシア帝国の軍人。歩兵大将。第一次世界大戦中にロシア最高司令部スタフカの参謀長を務め、臨時政府では最高司令官、革命後のロシア内戦では白軍（白衛軍）の指揮官の一人であった。

## 概要
第64カザン連隊長であった父ヴァシーリイ・アレクセーエフの子としてトヴェリ県に生まれた。父と同じ第2擲弾兵ロストフ連隊に志願し、1876年にモスクワの歩兵士官学校を卒業した。1877年から1878年の露土戦争に従軍し、勲章を授与されたほか、大隊副官、連隊副官に抜擢された。その後ニコライ参謀本部アカデミーで学び、サンクトペテルブルク軍管区の第一軍団の本部に副官として勤務した。1889年から1904年にかけては、サンクトペテルブルク士官学校、ニコライ騎兵学校、参謀本部アカデミーの軍事史の教官を務めた。1904年10月に日露戦争が勃発すると、第3満洲軍の参謀長に任命された。この戦争中の功績から、聖アンナ一級勲章、聖スタニスラフ剣付一級勲章を授与されている。
1914年8月の第一次世界大戦勃発時には第3、4、5、8軍からなる南西軍団の参謀長に任命され、ウクライナのガリツィヤ方面の攻勢計画を作成し緒戦でのオーストリア・ハンガリー帝国に対する勝利に貢献した。1915年4月には西部方面の司令官に任命され、同年8月にニコライ大公がスタフカ参謀長の任をおりると、ニコライ2世によってその後を継ぎロシア全軍の参謀長についた。
1917年に2月革命が発生すると、アレクセーエフはニコライ2世に対し、君主制を維持するためには退位が必要であると進言した。その後に組織されたケレンスキー率いる臨時政府では、最高司令官を務めていたが、ソヴィエト、ボルシェヴィキには反対する姿勢をとった。
1917年8月30日、アレクセーエフはケレンスキーを総司令官とする新設のスタフカ（大本営）の参謀総長となり、コルニーロフの反乱を鎮圧する任務に就いた。同日コルニーコフを逮捕すると、ケレンスキーの政策への抗議として辞任した。
10月革命後にはノヴォチェルカッスクへ逃れ、11月15日将校組織、後の義勇軍の創設を宣言した。12月にはコルニーロフが軍の指揮官となり、アレクセーエフは政治、財政面を担当することになった。
翌年4月にコルニーロフが戦死した後は、デニーキン指揮下の白軍の政治組織の長を務めている。
心臓を病んでいた彼は同年7月にエカテリノダールで死去した。遺体は同地の大聖堂に安置されたが後に家族の手によりセルビアのベオグラードで埋葬された。